# Yu Kobayashi
Yu Kobayashi (Prefectura d'Aomori, Japó, 23 de setembre de 1987) és un futbolista japonès que disputà dos partits amb la selecció del Japó el 2014. Va créixer a la ciutat de Machida, a Tòquio.